# کورکودون
کورکودون (روسی: Коркодон) یک رود در استان ماگادان کشور روسیه است.